# The Girl He Left Behind
Pour plus de détails, voir Fiche technique et Distribution.
The Girl He Left Behind est un film américain réalisé par David Butler, sorti en 1956.

## Fiche technique
- Titre original : The Girl He Left Behind
- Réalisation : David Butler
- Scénario : Guy Trosper
- Musique : Roy Webb
- Photographie : Ted D. McCord
- Montage : Irene Morra
- Direction artistique : Stanley Fleischer
- Décors : Ralph S. Hurst (en)
- Costumes : Moss Mabry
- Producteur : Frank P. Rosenberg
- Sociétés de production et de distribution : Warner Bros. Pictures
- Pays d'origine :  États-Unis
- Langue originale : anglais
- Format : noir et blanc — 35 mm — 1.78:1 — Son : son monophonique (RCA Sound Recording)
- Genre : comédie romantique
- Durée : 103 minutes
- Date de sortie : 
  - États-Unis : 26 octobre 1956 (New York)

## Distribution
- Natalie Wood : Susan Daniels
- Tab Hunter : Privé/Caporal Andy Schaeffer
- Jessie Royce Landis : Mme Madeline Schaeffer
- Jim Backus : Sergent Hanna
- Murray Hamilton : Sergent Clyde
- Henry Jones : Hanson
- Alan King : Majors
- James Garner : Preston
- David Janssen : Capitaine Genaro
- Vinton Hayworth : Arthur Shaeffer
- Raymond Bailey : Général
- Florenz Ames : M. Hillaby
- Victor Millan : Sergent Storm Cloud